# Seazzadactylus

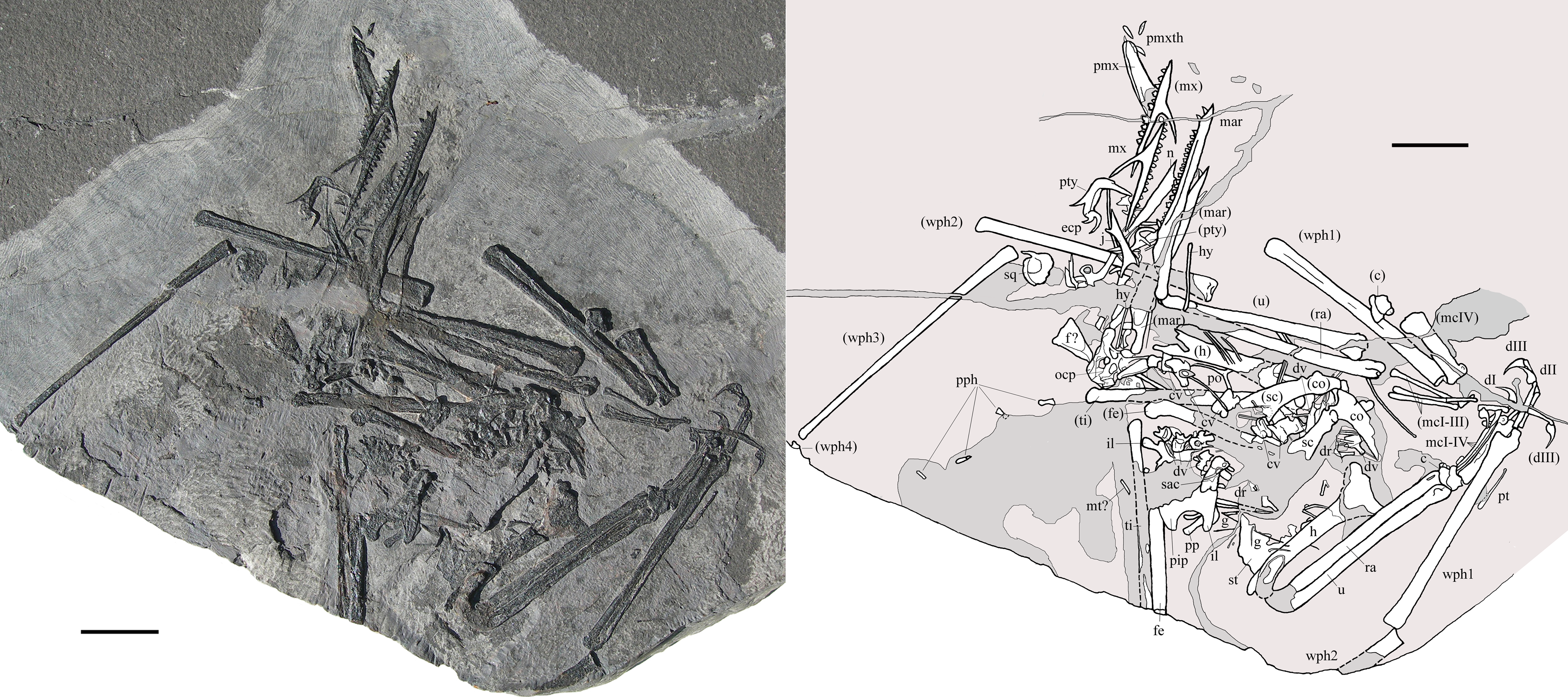
Het holotype van Seazzadactylus venieri

Seazzadactylus is een geslacht van uitgestorven basale pterosauriërs dat leefde tijdens het Laat-Trias in het gebied van het huidige Italië.

## Vondst en naamgeving
In 1997 vond amateurpaleontoloog Umberto Venier een skelet van een pterosauriër in een los rotsblok in de bedding van de beek van de Seazza, net voor deze in de Tagliamento stroomt, nabij Preone in de Dolomieten. Hij bracht de vondst naar het Museo Friulano di Storia Naturale te Udine waar het stuk na gedeeltelijke preparatie in 2000 door Fabio Marco Dalla Vecchia in de literatuur vermeld werd. In 2003 wees Dalla Vecchia het exemplaar toe aan Eudimorphodon. In 2009 echter kwam deze na verdere preparatie tot de conclusie dat het een geheel nieuwe soort vertegenwoordigt, ook niet identiek aan Carniadactylus.
In 2019 benoemde Dalla Vecchia de typesoort Seazzadactylus venieri. De geslachtsnaam verbindt de Seazza met het Oudgrieks daktylos, 'vinger', een gebruikelijk achtervoegsel in de namen van pterosauriërs sinds Pterodactylus. De soortaanduiding eert Venier als ontdekker.
Het holotype MFSN 21545 is gevonden in een laag van de Dolomia di Forni-formatie die dateert uit het middelste tot bovenste Norien. Het bestaat uit een gedeeltelijk skelet met schedel. Het is geprepareerd als een steenplaat waarop de elementen platgedrukt zijn. Het skelet ligt niet in verband maar de meeste botten liggen dicht op elkaar. Alleen de staart, de vleugelpunten en delen van de voeten ontbreken; slechts vier teenkootjes zijn bewaard gebleven. Het betreft vermoedelijk een nog groeiend jongvolwassen exemplaar.

## Beschrijving

### Grootte en onderscheidende kenmerken
Seazzadactylus heeft een spanwijdte van ruwweg een halve meter.
Dalla Vecchia stelde een unieke combinatie van afgeleide kenmerken vast. Bij de praemaxilla zijn de tanden beperkt tot de voorste helft van het hoofdlichaam. Het jukbeen heeft een hoge voorste tak, richting bovenkaaksbeen, die naar voren en beneden taps toeloopt tot een scherpe naaldvormige punt. Het hoofdlichaam van het jukbeen wordt in het midden doorboord door een groot foramen. De voorste tak van het pterygoïde is haaks naar buiten gebogen. Het ectopterygoïde ligt achter het pterygoïde en heeft een teruggebogen zijdelingse tak naar het jukbeen alsmede een achterste tak. De maxillaire en dentaire tanden hebben meervoudige tandknobbels waaronder kronen met zes en zeven knobbels terwijl uitgegroeide kronen met drie knobbels ontbreken. De eerste, tweede en derde maxillaire tandkronen zijn naar achteren gebogen waarbij de kromming naar achteren in de reeks zich geleidelijk vermindert. Het schouderblad is waaiervormig verbreed. Het pteroïde is klein en slank en heeft de vorm van een uitroepteken.

### Skelet

#### Schedel

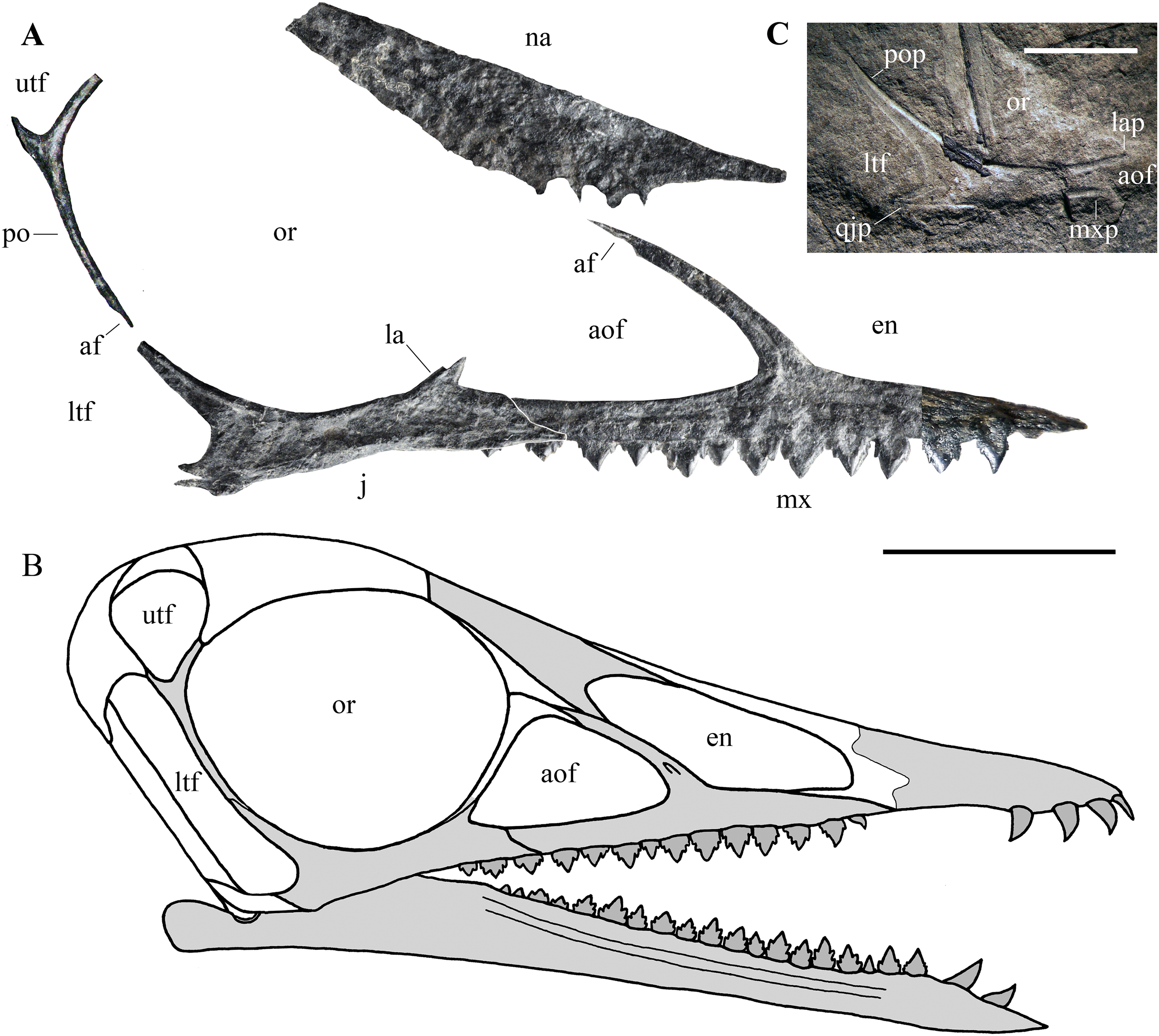
Diagram van de schedel

De schedel van Seazzadactylus is matig langwerpig. De snuit loopt zeer spits toe met een hol bovenprofiel. De kaken zijn lang en slank. De praemaxilla is langwerpig. Het bovenkaaksbeen heeft een langwerpig foramen in de buitenzijde van de opgaande tak. Het jukbeen is slank, met een lange dunne naar achteren hellende tak naar het postorbitale en een korte tak naar het traanbeen. het draagt bij aan de uitholling rond de fenestra antorbitalis, die het profiel heeft van een gelijkzijdige driehoek. Het foramen in het midden is uniek voor de Pterosauria als geheel. Het postorbitale is slank en Y-vormig. Het bovenste slaapvenster is wellicht druppelvormig.

#### Onderkaken
De onderkaak heeft vooraan een spitse rechte punt. Aan de binnenzijde van het dentarium bevindt zich een gewelfde lengterichel aan de bovenzijde en onderzijde begrensd door smalle groeven. Het retroarticulair uitsteeksel aan de achterzijde, waarmee de muil geopend werd, is overdwars afgeplat en afgerond in zijaanzicht. Er is geen zijvenster. De achterste onderkaak heeft een zadelvormig bovenprofiel, een kenmerk dat gedeeld wordt met Austriadraco. Ze delen ook een afgerond coronoïde uitsteeksel op het surangulare.

#### Tanden
Het gebit is vrijwel compleet te reconstrueren. De praemaxilla, het voorste snuitbot, draagt vier tanden. Die zijn groot ten opzichte van de achterliggende tanden, ruim vier millimeter lang, en kegelvormig met een vrij dikke basis. Ze zijn glad aan de buitenzijde en hebben verticale groeven aan de binnenzijde. De eerste drie staan wat schuin naar voren maar ten opzichte van hun lengteas kromt een kleine punt naar achteren. Alle tanden hebben een enkelvoudige spits, anders dan bij Eudimorphodon waar de derde tand drie knobbels heeft. Er is een vrij groot diasteem tussen de premaxilaire tanden en de maxillaire tanden. Dat de tanden aldus beperkt zijn tot de voorste helft van de praemaxilla is uniek voor basale pterosauriërs.
Er staan veertien tanden in het bovenkaaksbeen ofwel maxilla. Ook zij hebben een gladde buitenzijde. Ze zijn, net als bij Raeticodactylus, iets groter dan de dentaire tanden, tot 1,7 millimeter lang. Er staat geen speciaal lange tand onder de opgaande tak van de maxilla. De voorste maxillaire tanden zijn typisch wat hoger dan breed en de achterste breder dan hoog. Bij het holotype verschillen echter linkerzijde en rechterzijde in het precieze punt waar de overgang plaatsvindt en links zijn de laatste drie tanden veel breder. De voorste drie tanden steken iets schuin naar voren en zijn naar achteren gekromd. Van de vierde tand af zijn de maxillaire tanden recht en staan verticaal in de kaak. De tanden raken elkaar niet; in het midden is er een hiaat van een halve tandbreedte. Wellicht dat de eerste maxillaire tand slechts één knobbel heeft. De achterliggende tanden hebben alle meerdere knobbels. De meeste tanden hebben vijf knobbels: een spits in het midden en twee veel kleinere knobbels ervoor en erachter. Er is echter veel variatie. Eén tand heeft drie knobbels achter het spits en één ervoor. Er is een tand met zeven knobbels: drie voor en drie achter het spits. Dit is een record onder pterosauriërs. Drie tanden hebben zes knobbels: twee ervoor en drie erachter. Twee hebben vier knobbels, met een ervoor en twee erachter. De secundaire knobbels nemen in grootte toe richting spits. De linkerzijde en rechterzijde variëren in het patroon.
Er staan eenentwintig dentaire tanden in de onderkaak. De dentaire tandenrij begint op zekere afstand van de spitse punt van de onderkaak. De eerste en tweede dentaire tand lijken sterk op de premaxillaire tanden maar zijn iets forser. Ze staan schuin naar voren maar zijn aan hun spits ten opzichte van hun lengteas iets naar achteren gekromd. De achterliggende dentaire tanden lijken sterk op de maxillaire tanden. Ze zijn licht zijdelings afgeplat en hebben meestal vijf knobbels maar soms zeven, zes of vier. Ook hier worden de tanden naar achteren in de reeks breder. Ze staan wel iets dichter op elkaar.
Tanden met meerdere knobbels zijn bij veel triadische pterosauriërs aangetroffen, zij het dat het patroon van knobbels verschilt. Die van Seazzadactylus zijn relatief elegant gebouwd. Bij Eudimorphodon hebben zulke tanden verticale richels op de buitenzijde, zijn slanker en minder afgeplat.

#### Postcrania
Het fossiel bewaart zes halswervels maar er waren er vermoedelijk minstens zeven. De telling van de ruggenwervels is onzeker. Er zijn er zeven bewaard van een totaal van vermoedelijk veertien tot zestien. De wervels zijn in vooraanzicht breder dan hoog.
Het borstbeen lijkt op dat van Eudimorphodon met een driehoekige voorste punt en een recht afgesneden achterkant.
Het schouderblad begint zich al snel naar achteren te verbreden. Het ravenbeksbeen heeft een brede platte schacht met evenwijdige randen, net als bij Carniadactylus. Eudimorphodon en alle latere pterosauriërs uit de Jura hebben een balkvormig ravenbeksbeen.
Van het opperarmbeen is weinig bewaard. De rechterellepijp heeft aan het onderste uiteinde een vleugelvormige kam, net als bij Carniadactylus maar dat kan het gevolg zijn van compressie. De pols heeft een groot blokvormig syncarpale aan de zijde van de onderarm en vermoedelijk drie kleinere carpalia aan de kant van de hand. Het pteroïde, het botje dat het membraan tussen de pols en de nek ondersteunt, is vrij klein. 12,3 millimeter lang, en tamelijk recht met een bolvormige verdikking aan de zijde van de pols wat het element min of meer de vorm geeft van een uitroepteken. Het bolletje, dat als gewricht diende, zit natuurlijk wel vast aan de schacht, die iets gekromd is. Er is maar één pteroïde aangetroffen en Dalla Vecchia wist of het van de linkervleugel of rechtervleugel kwam. In de middenhand is het derde middenhandsbeen even groot als het tweede en beide zijn weer groter dan het eerste. Dit is een basaal kenmerk gedeeld met Preondactylus. Bij de meeste directe verwanten is het derde middenhandsbeen groter dan het tweede. Het vierde middenhandsbeen, dat de vleugelvinger draagt, is het het grootst. In deze vierde vinger is het eerste kootje recht en tamelijk kort: korter dan het tweede kootje dat weer korter is dan het derde. Dit is een zeldzaam kenmerk, gedeeld met Dimorphodon en Sordes. Bij de meeste verwanten is het eerste kootje het langst.
In het bekken is bij het darmbeen het achterblad kort, laag en iets naar beneden gebogen, eindigend in een stompe punt. Het onderste uiteinde van het zitbeen is kort, afgerond en iets naar boven gebogen.
Bij het dijbeen maakt de kop een hoek van 115° met de schacht. Het scheenbeen is net zo robuust als de onderarm. De tibiotarsus, vergroeiing van het scheenbeen met de bovenste enkelbeenderen, is ongeveer vijfenvijftig millimeter lang.

## Fylogenie
Seazzadactylus werd in 2019 in de Pterosauria geplaatst, in een basale positie buiten de Monofenestrata. Hij zou deel uitmaken van een nog onbenoemde klade gevormd door Arcticodactylus, Austriadraco, Carniadactylus, Raeticodactylus en Caviramus en daarbij tussen Austriadraco en Carniadactylus in de stamboom staan. Opvallend is dat volgens de analyse Eudimorphodon niet nauw verwant is maar een veel hogere positie inneemt onder Campylognathoides.